# Міхаель Ферк Крістенсен
Міхаель Ферк Крістенсен  (дан. Michael Færk Christensen, 14 лютого 1986, Гобро, Північна Ютландія) — данський велогонщик, олімпійський медаліст.

## Виступи на Олімпіадах
| Олімпіада  | Дисципліна                                 | Місце  |
| ---------- | ------------------------------------------ | ------ |
| Пекін 2008 | Командна гонка переслідування, 4000 метрів | Срібло |